# 生口景守
生口 景守（いくち かげもり）は、戦国時代から安土桃山時代にかけての武将。河野氏、小早川氏に仕え後に小早川水軍の一翼を担った水軍衆。安芸国茶臼山城もしくは俵崎城主。

## 略歴
生口氏は、小早川宣平の子・生口惟平を祖とする沼田小早川氏の庶流で生口島を本領とする。
小早川隆景より偏諱を受け景守と名乗る。天文24年（1555年）、厳島の戦いに際し、村上武吉・通康・吉充らと共に、隆景の実父・毛利元就からの加勢依頼の詮議の席に参加した。永禄4年（1561年）、毛利氏と大友氏が豊前国蓑島周辺で戦った蓑島合戦に参陣、村上武吉・村上吉充・乃美宗勝らと共に、毛利水軍の一翼を担った。
天正4年（1576年）、織田信長軍の攻囲を受ける石山本願寺への兵糧搬入を目的とした毛利水軍・小早川水軍・村上水軍を中心とする瀬戸内の毛利方水軍戦力と、それを阻止せんとする織田方の水軍戦力が、大阪湾木津川河口で激突した第一次木津川口の戦いに、小早川水軍の一隊を率いて参陣し、毛利方の勝利に貢献した。